# Concentrație minimă inhibitorie

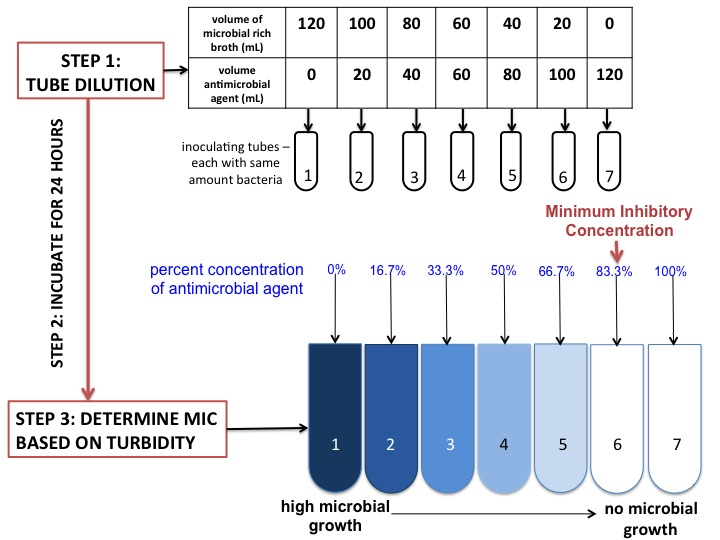
Determinarea CMI prin metoda diluțiilor în mediu lichid

În microbiologie, concentrația minimă inhibitorie (abreviată CMI) este cea mai mică concentrație a unei substanțe chimice, de obicei un medicament antimicrobian, care împiedică creșterea vizibilă in vitro a bacteriilor (în antibiogramă) sau ciupercilor (în antifungigramă). Testarea CMI se efectuează atât în laboratoarele de diagnostic, cât și în cele de descoperire a medicamentelor antimicrobiene.
CMI se determină prin prepararea unei serii de diluții din compusul chimic, adăugarea de mediu lichid sau bulion, apoi inocularea cu bacterii sau levuri și incubarea la o temperatură adecvată dezvoltării acestora. Valoarea obținută depinde în mare măsură de susceptibilitatea microorganismului și de puterea antimicrobiană a compusului chimic, dar și alte variabile pot afecta rezultatele. CMI este adesea exprimată în micrograme pe mililitru (μg/mL) sau miligrame pe litru (mg/L).